# Юрґен Ґешке
Юрґен Ґешке (нім. Jürgen Geschke, 7 липня 1943) — східнонімецький велогонщик.
Срібний призер Олімпійських Ігор 1972 року на тандемах, бронзовий призер 1976 року в спринті на 1000 м, учасник 1968 року.
Чемпіон світу з велоперегонів на треку 1969 (тандем), 1971 (тандем), 1977 (спринт) років, срібний призер 1970 року в тандемі, бронзовий призер 1973 року в тандемі.